# Boderonne
La Boderonne est une rivière française dans le département de l'Aube, C'est un affluent de la rive gauche de la Barse, donc un sous-affluent de la Seine.

## Histoire

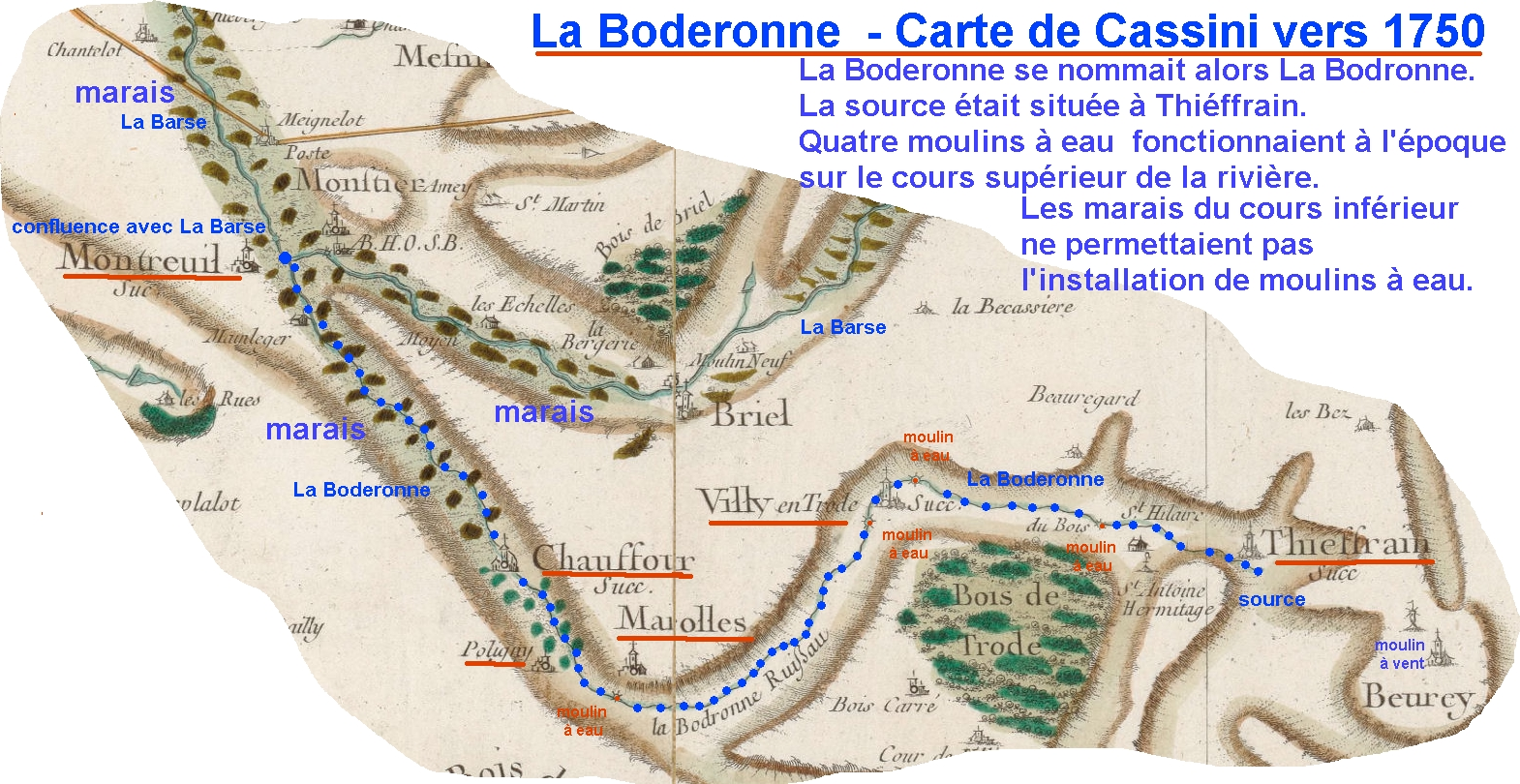
La Boderonne sur la carte de Cassini vers 1750.

## Géographie
La Boderonne a une source à Thieffrain située à 179 mètres d'altitude. Mais dans sa partie haute, elle s'appelle le Val Binet et prend source sur la commune de Beurey, près du lieu-dit l'Épine, à l'altitude 203 mètres, et à moins d'un kilomètre du péage de Magnant, "entrée/sortie 22", sur l'Autoroute A5.
La Boderonne a un tracé d'orientation générale est-ouest dans sa partie amont.
Après avoir longé le bois de Villy-en-Trodes, elle fait un coude vers le nord et le Canal d'amenée au barrage réservoir Seine la longe sur deux bons kilomètres avant qu'elle ne retraverse, sur la commune de Marolles-lès-Bailly, sous ce canal, vers le nord-ouest, pour rejoindre la Barse.
D'une longueur de 19,7 kilomètres, la boderonne conflue avec la Barse à Montreuil-sur-Barse.

## Communes et cantons traversés
Dans le seul département de l'Aube, la Boderonne traverse huit communes et trois cantons :
- dans le sens amont vers aval : Beurey (source), Thieffrain, Magnant, Villy-en-Trodes, Marolles-lès-Bailly, Poligny, Chauffour-lès-Bailly, Montreuil-sur-Barse (confluence).

Soit en termes de cantons, la Boderonne prend source dans le canton d'Essoyes, traverse le canton de Bar-sur-Seine, conflue dans le canton de Lusigny-sur-Barse.

## Affluents
La Boderonne a quatre affluents référencés ou plutôt trois et un défluent artificiel :
- le ru du Crot (rg) 1,6 km sur la seule commune de Villy-en-Trodes.
- le ru de Villy-en-Trodes (rg) 3,7 km sur les quatre communes de Fralignes, Marolles-lès-Bailly, Poligny et Villy-en-Trodes.
- le ruisseau des Arpents (rg) 3 km sur les deux communes de Chauffour-lès-Bailly et Montreuil-sur-Barse.
- le canal d'amenée du barrage réservoir Seine, 13,3 km qui va au lac d'Orient.